# ちとせよしの
ちとせ よしの（2000年1月8日 - ）は、日本のグラビアアイドル、アイドル、タレント、コスプレイヤー。女性アイドルグループ「あまいものつめあわせ」のメンバー。SPJ Entertainment所属。愛称はよしのん。台湾での漢字表記は「千歳吉野」。
佐賀県神埼市出身。2018年末までは佐賀県の鉄工所にて働きながら休日に芸能活動していたガテン系であり、2019年1月から活動拠点を東京に移した。

## 経歴

### 鉄工所を経てデビュー
小学5年時にAKB48（特に渡辺麻友）を好きになり、アイドルになりたいと思ったが、オーディションを受けるには上京が必要だったため、あきらめていた。それまでは写真を撮られることも大嫌いだったが、アニメを好きになると高校3年時にはコスプレを始め、写真を撮られることに慣れた。また、中学では美術部にて活動し、高校では陸上部にてマネージャーとして活動していた。なお、バストサイズは小学生の時点でCカップに達しており、自分だけがブラジャーを着けていることを疑問に思っていたという。
佐賀県立佐賀北高等学校普通科を卒業した後、母の知人が社長を務める鉄工所（鉄骨造の会社）に得意であるパソコンの腕を活かして就職する一方、高校3年時から趣味でInstagramに載せていたポートレートモデル（コスプレモデル）としての活動がSPJ Entertainmentの社長の目に留まり、週末に上京して活動するグラビアアイドルとしてスカウトされる。なお、2018年末までは鉄工所による手取り14万円くらいの月給のうち自由に使えるお金が10万円くらいだったことから、東京へ行く際には佐賀空港へ自分で自動車を運転して無料駐車場に預けた後、1日1本しかない格安航空会社運航の乗機代7千円の飛行機で成田空港を経てバスで通っていたうえ、新大久保にて1400円のカプセルホテルに泊まったり、24時間営業のスパにて雑魚寝したりしていた。また、鉄工所の有休は平日のグラビア撮影に使っていたが、それが忙しくなってきた同年11月には使い切っていたという。
2018年10月19日、1st DVD『ピュア・スマイル』（竹書房）でデビューし、同年11月に青年漫画雑誌『ヤングアニマル』（白泉社）の企画「YAグラ姫2019」にてファイナリストに残った結果、グラビアの仕事が増えてきたため、同年末に鉄工所を退職して上京する。
2019年1月4日、男性向け週刊誌『週刊プレイボーイ』同年3・4合併号（集英社）の企画「次世代グラドル恵体番付2019年初場所」にて西張出横綱に選ばれ、同年1月25日に「YAグラ姫2019」の編集部特別賞を受賞する。

### Hカップの有村架純、佐賀を背負ったグラドル
2019年5月7日、日本テレビのものまね番組『ものまねグランプリ特別編』に「有村架純のそっくりさん」として出演し、「Hカップの有村架純」として紹介される。その直後、「ちとせよしの」がTwitterのトレンドトップ10に入る、SNSのフォロワーが急増する、同年2月25日に発売した2nd DVD『ちとせの癒し』（エアーコントロール）がAmazonのアイドルDVDランキングで第3位まで再浮上するなど、人気や知名度の急上昇を得る。
2019年6月22日、としまえんプールにて開催された撮影会「ビジュアルクイーン撮影会 in としまえん」に参加し、ビキニを中心とした衣装姿を披露する。しかし、自分以外の参加者たちの良質なスタイルに驚いたうえ、隣がすでに大人気を得ていたえなこだったことから、「やはり努力しないと上には行けない」との旨を悟り、これ以降は筋トレにも励むようになる。
2019年8月3日、日本テレビのバラエティ番組『有吉反省会』に出演し、当時の公式プロフィール内の「ウエスト62センチメートル、バスト100センチメートル」を、実際にはマネージャーに乗せられて「ウエスト65センチメートル、バスト97センチメートル」とサバを読んでいたことを明かす。その結果、同情的な空気の中で司会の有吉弘行に「ウソついてたから謹慎してください」と笑わされたほか、「Hカップの有村架純」については、バカリズムや友近らスタジオ出演者たちに「有村架純を2階から落とした感じ」「有村架純を100発殴ったみたいな顔」と猛ツッコミを受けたが、週刊誌による「乳首の色って何色ですか？」との下品な取材に上手く返せず「芸能界は怖い」と思ったことについては、純朴さを慰められる。なお、この出演以降はどこの街中でも声をかけられるようになったほか、SNSのフォロワーが1日で1万人増えたという。同年11月18日、TBSのバラエティ番組『中居くん決めて!』にVTR出演し、都会暮らしで幸せと感じることを明かすが、司会の中居正広をジャニーズ事務所所属と認識していなかったとの旨も明かしたため、彼によるツッコミがスタジオ内に笑いを誘う結果となった。
2020年5月1日、NHK総合のバラエティ番組『金曜日のソロたちへ』に漫画家の井上菜摘やお笑い芸人の小松ランドと共にVTR出演し、自身は上京後の一人暮らし当時の私生活を明かす。同年6月27日、週刊誌『週刊ポスト』（小学館）とニュースサイト「NEWSポストセブン」（同社）のコラボレーション企画「B100グラドル総選挙」にて、投票総数3584票のうち1597票を集めて優勝する。
2020年8月8日、日本テレビのバラエティ番組『マツコ会議』にグラビアアイドルの先輩である森咲智美や倉持由香と共に出演し、司会のマツコ・デラックスにSNS戦略をそれぞれ驚かれると共に、自身は「佐賀を背負ったグラドルになりなさい」「佐賀を推していけばいいのよ。あんたも佐賀を背負って。」とも励まされる。また、KADOKAWAのニュースサイト「WEBザテレビジョン」にここ数か月のコロナ禍による外出自粛期間の過ごし方を尋ねられ、太らないよう努力してなんとか体重を維持したものの期間が明けてから3キログラムは太ったことや、期間中に開始したYouTubeにて同郷出身である江頭2:50とのコラボレーションを実現させたいことなどを明かす。

### 大食いタレントやアイドルユニットとの兼業
2020年10月16日、1st写真集『Eternal』（ジーオーティー）を発売する。一方、同日に出演したテレビ東京の大食い番組『デカ盛りハンター』にて、スシローの人気メニューを2時間で39品（寿司33皿・サイドメニュー6品）も食べたことから、大食いタレントとしても知られるようになる。
2021年12月7日、相模ゴム工業のコンドーム「サガミオリジナル002」の13代目宣伝大使に当時の歴代最年少で就任する。なお、就任への批判には「マイナスなイメージが現状あることも、私が改善していきたい」との抱負を述べており、真摯な姿勢をファンや相模ゴム工業に絶賛されている。
2022年4月1日、日刊SPA!×Dokanto!応援アイドルに就任する（2023年3月31日まで）。
2023年1月20日、2nd写真集『vacation』（ジーオーティー）を発売する。同写真集は「筋トレ女子と過ごす休暇」をテーマとしており、撮影の大半は2022年9月上旬に奄美大島にて行われたが、撮影の完了までは大食いの仕事を断っていたうえ、同島へ向かう前に東京にて撮影した特にセクシーなカットに際しては、ブロッコリーと鶏肉のみの食事制限や筋トレを頑張り、ストイックに絞ったという。同年6月20日、写真週刊誌『FLASH』同年7月4日号（光文社）にて巻中グラビアを飾ったほか、その撮影テーマ「俺の妻はちとせよしの！」に合わせ、結婚願望などについてや佐賀県の日本酒についてをインタビューで答える。
2023年9月1日、SPJ Entertainmentの新規アイドルユニットへ加入する形式で、歌って踊るアイドル活動の開始を発表する。同事務所には何度もアイドル活動を勧められていたものの、歌唱が好きである一方でダンスがすこぶる苦手であることから断り続けていたが、先述の渡辺に憧れていた夢を叶えるには最後のチャンスと思うようになり、挑戦を決意したという。同年9月17日、新規アイドルユニットの他メンバー3人（篠見星奈、高橋桃子、中川心）と共にユニット名「あまいものつめあわせ」を発表する。ライブを1回経た10月2日には、アイドル活動の開始経緯や自身の担当色がピンクであること、それらについてのファンの反応、グラビアアイドルや大食いタレントとの兼業への意気込みを明かす。
2023年10月30日、『週刊プレイボーイ』同年46号の創刊57周年企画「NIPPONグラドル57人」に、グラビアニュージェネレーションの1人として掲載される。同年11月2日、TBSのドッキリ番組『ニンゲン観察バラエティ モニタリング』にVTR出演し、フードファイターの海老原まよいや大食いYouTuberのえり（えりちび）と共に「新・爆食三姉妹」として仕掛け人の一般女性に扮し、一般男性たちとの食事会を訪れて総重量10キログラムの巨大海鮮丼を3人で完食する。
2024年1月26日、台湾にて開催されたイベント「TSE台湾写真博覧会」に同年1月28日まで参加したほか、帰国後の1月31日には同イベントの際に台湾観光も堪能していたとの旨を、自身のSNSにて公開する。2月1日、グラビアウェブサイト『sabra』（小学館）の同月カバーガールを初登場で務めたほか、その際に披露したゴールドビキニ姿のオフショットを自身のInstagramにて公開する。
2024年3月26日、18thDVD『先生に、かまってほしい』（エアーコントロール）を発売する。ロケ地であるフィリピンのプエルト・ガレラ島では歩くたびに現地の人々から「BEAUTY!」と声をかけられたといい、着用した衣裳の1つであるオレンジマイクロビキニ姿を同年3月27日に自身のX（旧：Twitter）にて公開した際には、ファンだけでなく同業者である田中美久からも「きゃわちいの極み」と絶賛されている。
2024年4月9日、浜松オートレース場のイメージガール「浜松オートレースヴィーナス」の8代目に就任し、同年5月12日には同会場にて開催された「遠鉄グリーンカップ GI開場68周年記念ゴールデンレース」でのお披露目イベントに登壇する。
2024年6月19日、3rd写真集『ただいま』（双葉社）を発売する。同年6月30日、書泉グランデにて開催された同写真集の発売記念イベントに登壇し、学生時代の通学路や祖父母の住む実家、環境芸術の森や城のようなラブホテルでもそれぞれ撮影したことを明かしたほか、「20歳・22歳・24歳で写真集を出してきたが、次は節目の年でもある25歳で写真集を出せたらいいな」との旨を述べる。10月28日、ソロ歌手デビューが決定したことを発表する。
2024年12月21日、同年10月25日に発売した20thDVD『最高ボディ』（竹書房）の発売記念イベントに登壇し、二度目となるフィリピンでのロケに臨んだことを明かしたほか、今年は地元の仕事や大食い番組なども含めて多忙だったことから、今年の漢字に「忙」を挙げて喜びを表す。同年12月24日、ソロ1stシングルCD『朝焼けグラフィティー』を発売する。

## 人物
- 趣味は、夢占い、キックボクシング[3]。
- 特技は、絵を描くこと、大食い[3]、鉄工所にて覚えたCAD[7]。幼少時から米俵を引けるほどの力持ちであった[105]ものの運動は苦手であり、2018年11月時点ではフラフープも縄跳びも上手くできないとの旨を明かしていた[106][107]が、フラフープについては後に中京テレビのバラエティ番組『耳より三姉妹』の企画で克服しており[108]、2023年3月時点では千葉県にて行われたDVD『いとしのよしの』の撮影の際にも普通に回している[109]。
- 芸名の「ちとせ」は地元の旧名から、「よしの」は本名からそれぞれ取って母が決めた[17]。なお、祖母曰く「小さい頃からあっけらかんとしてる子」だったという[110]。
- 好物は、鶏肉などの肉類[11]。小学生の時期には大食いを自覚しており[17]、食パンについては単独で1袋食べていた[注 13]ほか、父がパチンコで勝った日は回転寿司に連れていってくれたが、ちとせは大食いゆえにあらかじめアメリカンドッグを食べさせられていた[19]。その後、高校生の時期には毎日コンビニエンスストアにて買い食いしていたうえ、「残飯処理班」なるあだ名が付くほど友人たちの給食の残り物も食べていたことから、ボディサイズも大幅にアップした[12]。
- 地元では自宅の周囲に出前が可能な店が無かった（自宅が水田に囲まれていた）[注 14]ため、上京後は「ポストの中に出前のチラシが入っている。それだけで幸せ」と語るなど、出前を頼めることを嬉しく思っており[25][40]、上京した当初はピザばかり食べていた[105]。
- 鉄工所では、作業着、ヘルメット、すっぴんの姿に加えて唯一の女性社員だったことから、既婚者ばかりの周囲には親戚の子供のように扱われていた[9][18][注 15]。また、芸能活動を社長以外には内緒にしていた[9]ため、作業着の下が恵まれた身体であることについては、周囲に知られていなかった[26][注 16]。それゆえ、「YAグラ姫2019」にてファイナリストに残ったことについては、恥ずかしくて連絡を取っていないという[25]。なお、鉄工所の社長はちとせの退職に際して勤務期間が8 - 9か月だったにもかかわらず優しく背中を押してくれた[113]うえ、退職が決まった後に求人を出すとすぐにCAD経験のある女性から応募があったため、ちとせは神様からも上京を命じられていると思ったという[9]。また、作業着については、上京後も初心を忘れないよう自室に置いているという[44]。
- 家族については、弟が1人いる[114]ほか、自衛官である父の仕事柄ゆえに小学生時代は佐賀県から沖縄県・久米島、福岡県、高知県へ移住していた転勤族であり、小学5年生から再び佐賀県に在住した[17]。なお、弟もかつては自衛官だったがこちらは退職し、上京してちとせの自宅にて同棲しながら彼女のサポートを担当している[115]。しかし、同棲を発表した当初は弟がちとせのことを呼び捨てにしていたことからも彼氏と見なして疑うファンがいたため、実弟であることを後に改めて発表している[116]。
- YouTubeチャンネル「よしのんチャンネル」は、コロナ禍による休業に遭って外出自粛期間中に何かできることはないかと考えて始めたものであり、YouTubeで広く知ってもらえるきっかけにもなったため、本当にやって良かったと思っている[117]が、グラビアアイドルがよく通る道である収益化停止に遭った際には、悔しい思いでいっぱいだったという[118]。SPJ Entertainmentは関わっておらず、当初は企画、撮影、編集をすべて自分で担当していた[105][117]が、弟が同棲するようになってからは撮影を担当してもらっている[119]ほか、編集も一部手伝ってもらっている[120]。また、弟は企画も一緒に考えてくれるうえ、編集についてはちとせよりも高いクオリティに仕上げてくれるという[121]。
  - 動画では、ポジティブな意味でオカズにされて嬉しいとの旨を公言しているほか、グラビアアイドルをそういう目で見ないでほしいとの意識への反論として、美味しそうなケーキを見た際に無意識に思う本能を挙げている[119]。
  - 2023年5月時点での最多再生回数を誇るのは『Eternal』のメイキング映像を収録した動画であり、227万回再生を記録しているうえ、YouTubeでちとせを知ってイベントを訪れるファンも増えていることから、YouTubeの凄さを実感したという[121]。なお、2024年3月の『FLASH』によるインタビューでは、登録者数が30万人を突破した現在に最も推している動画として、激辛ペヤングを食べる動画を挙げている[88]。
  - 2024年3月10日に実施した登録者数30万人突破記念の質問コーナーでは、ファンからの性的に際どい質問にも答えた[注 17]ほか、目の隈を除去する整形手術を受けたことを告白した[122]。
- 佐賀県への思い入れは上京後も変わらず、2020年には『FLASH』のグラビア撮影を祖父母の暮らす実家にて行う、地元のラジオ番組にゲスト出演する[110][123]、2021年には大町自動車学校のハロウィンイベント「大町 車肉祭 2021 in鍋島」にてトークショーに登壇する[124]、2023年にはサガテレビのミニ番組『ユビサシカクニン』に出演する[125][126]など、地元への貢献のためにも[111]時間を作っては帰郷している。また、将来は地元に貢献できるような仕事をしたいとも明かしている[127]。

## 出演

### テレビ番組
- ものまねグランプリ特別編（2019年5月7日、日本テレビ）[30][31]
- 有吉反省会（2019年8月3日、日本テレビ）[36]
- 中居くん決めて!（2019年11月12日、TBS）[40][41][42]
- 金曜日のソロたちへ（2020年5月1日、NHK総合）[43][44]
- マツコ会議（2020年8月8日、日本テレビ）[46][47][48]
- デカ盛りハンター（2020年10月16日[52]、12月18日[128]、2021年1月8日[129]、3月12日[130]、9月21日[131]、2023年1月27日[132]、8月20日[注 18]、テレビ東京）
- グラドル向上委員会（仮）#8（2021年9月20日、BSスカパー!） - MC：橋本梨菜、共演：白藤有華、日向葵衣[134]
- ユビサシカクニン（2023年1月22日、1月29日、2月5日、サガテレビ）[125][126]
- 耳より三姉妹（2023年3月25日、9月23日、中京テレビ）[135]
- ニンゲン観察バラエティ モニタリング（2023年11月2日[81]・2024年4月4日[136]・11月28日[137][138]、TBS） - 共演：海老原まよい、えり

### ラジオ番組
- ちとせよしののよしのんうぇ〜ぶ（2024年6月7日 - 、エフエム佐賀）[139]

### 音声配信
- よゐこ有野のノーギャラジオ（2022年2月14日、Radiotalk）[140]
- 風吹ケイのKラジオ（2023年7月5日[141]、7月12日[142]、AuDee）

### イベント
- 東京オートサロン2023（2023年1月13日 - 15日、幕張メッセ）[143][144]
- TSE台湾写真博覧会
  - 第1回（2024年1月26日 - 28日、松山文創園区）[82][145][146]
  - 第2回（2024年12月27日 - 29日、台北南港展覧館2館）[147]

### CM
- 企業誘致動画「ビジネスにサがつく!」（2025年2月、佐賀県企業立地課）[148]

## 作品

### イメージビデオ
※太字タイトルはBD版も同時発売。
- ピュア・スマイル（2018年10月19日、竹書房）[149][21][注 19]
- ちとせの癒し（2019年2月25日、エアーコントロール）[152][153]
- ちとせあめ（2019年5月20日、ラインコミュニケーションズ）[154][155]
- Sweet Story（2019年8月30日、エスデジタル）[156][157][158]
- ミルキー・グラマー （2019年11月22日、竹書房）[159][160]
- いちゃラブ温泉（2020年2月25日、エアーコントロール）[161][162]
- あの日のよしの（2020年5月25日、エアーコントロール）[163][164]
- 誰も見てないから…（2020年8月25日、エアーコントロール）[165]
- 麗しのちとせ（2020年10月25日、エアーコントロール）[166]
- ちとせよしの Aircontrol 5タイトル 8時間 BEST（2021年1月25日、エアーコントロール）[167][注 20]
- たっぷりよしの（2021年3月20日、ラインコミュニケーションズ）[168][169][170]
- Candy Smile（2021年7月30日、スパイスビジュアル）[171][172]
- よしのん（2021年11月26日、エスデジタル）[173][174]
- オトナの方程式（2022年7月22日、竹書房）[175][176]
- ちとせの七変化（2022年10月25日、フェイス）[177]
- ちとせのH（2023年1月24日、エアーコントロール）[178][179]
- いとしのよしの（2023年5月20日、ラインコミュニケーションズ）[180][108]
- 恋せよ乙女（2023年8月30日、スパイスビジュアル）[181][182]
- 先生に、かまってほしい（2024年3月26日、エアーコントロール）[86][183]
- 夢中でよしの（2024年7月17日、双葉社）[184][185]
- 最高ボディ（2024年10月25日、竹書房）[186][187]
- 片想いは永遠に（2025年2月25日、エアーコントロール）[188][189]
- Newtopia（2025年5月30日、エスデジタル）[190][191]
- 甘くてやわらか（2025年9月24日、スパイスビジュアル）[192]

### 動画配信
- ちとせな彼女（2022年7月10日、ギルド）[193]

### VR
- 屋上のビニールプールでビキニのちとせよしのとふざけ合う、そういう世界。（2019年8月2日、ファンタスティカ）[194][195]
- ちとせよしのはお風呂にひとりで入れないんだって、そんな世界。（2019年8月9日、ファンタスティカ）[196][195]
- 学校の教室でセラー服を来てるよしのちゃんが可愛い♪＆保健室でバド部のコスでイチャラブ（2020年1月24日、エアーコントロール）[197]
- 制服からの競泳水着でお庭やお風呂でラブラブ（2020年1月24日、エアーコントロール）[198]
- 朝ベッドで制服＆和室で浴衣！（2020年1月24日、エアーコントロール）[199]
- リビングで制服を脱いで。。。＆ブルマで朝ベッド（2020年1月24日、エアーコントロール）[200]

## 書籍

### 写真集
- Eternal（2020年10月16日、ジーオーティー、撮影：山口勝己） ISBN 978-4-8236-0091-3[51]
- vacation（2023年1月20日、ジーオーティー、撮影：田畑竜三郎） ISBN 978-4-8236-0416-4[61]
- ただいま（2024年6月19日、双葉社、撮影：富田恭透） ISBN 978-4-5753-1885-2[201]

### デジタル写真集
- よしのちゃんはトリ肉が好き（2019年4月11日、集英社［YJ PHOTO BOOK］、撮影：岡本武志）[202]
- ちとせよしの（2019年5月1日、扶桑社［SPA!グラビアン魂デジタル写真集］、撮影：小池伸一郎）[203]
- 放課後の素肌（2019年7月5日、アイロゴス［美少女☆爛漫女学園］、撮影：横内禎久）[204]
- ぷるるん19（2019年8月1日、アイロゴス［美少女☆爛漫女学園］、撮影：横内禎久）[205]
- バスト100センチの衝撃 めざまし美女図鑑（2019年9月13日、講談社［FRIDAYデジタル写真集］、撮影：緒方一貴）[206]
- 癒しを求めて（2019年9月20日、アイロゴス［美少女☆爛漫女学園］、撮影：横内禎久）[207]
- 新人女子社員が隠れ巨乳で社内のウワサが絶えない件（2019年10月4日、アイロゴス［必撮！まるごと☆］、撮影：横内禎久）[208]
- ちとせあめ（2019年10月18日、ラインコミュニケーションズ［Idol Line］）[209]
- ちとせよしの（2019年12月24日、KADOKAWA［グラ飯図鑑Plus］）[210]
- ちとせよしの BEST vol.1（2020年2月1日、アイロゴス［必撮！まるごと☆］、撮影：横内禎久）[211]
- バスト100センチ佐賀のがばいおっぱい（2020年8月24日、小学館［週刊ポストデジタル写真集］、撮影：西條彰仁）[47]
- 少し大人な上京2年目（2020年11月28日、扶桑社［SPA!グラビアン魂デジタル写真集］、撮影：門嶋淳矢）[212]
- ちとせリズム（2020年11月19日、クリームエディット）[213]
- ちとせメロディ（2020年12月1日、クリームエディット）[214]
- ちとせタイツ（2020年12月25日、クリームエディット）[215]
- ちとせワルツ（2020年12月25日、クリームエディット）[216]
- 海とニットとちとせの物語（2021年1月17日、クリームエディット）[217]
- ちちちとせ（2021年2月19日、小学館［週刊ポストデジタル写真集］、撮影：八坂悠司）[218]
- バスト100cm 爆乳ダイナマイト・ギャルズ（2021年2月19日、小学館［週刊ポストデジタル写真集］、撮影：八坂悠司） ※共演：桜井木穂[219]
- ちとせよしのが水着でスケッチ（2021年5月1日、講談社［ヤンマガデジタル写真集］、撮影：カノウリョウマ）[220]
- Eternal 【電子限定増ページ版】（2021年5月16日、ジーオーティー、撮影：山口勝己）[221] ※『Eternal』の電子書籍版。
- ちとせよしのが水着で読書＆バルーン（2021年6月1日、講談社［ヤンマガデジタル写真集］、撮影：槇野翔太）[222]
- たまらんわチョモランマ（2021年7月9日、小学館［週刊ポストデジタル写真集］、撮影：LUCKMAN、カノウリョウマ） ※共演：藤乃あおい[223]
- マドンナの密かな課外授業 姉セーラースペシャル（2021年7月22日、徳間書店［アサ芸Secret!デジタル写真集］、撮影：サトウテツオ）[224]
- Candy Smile Vol.1・2（2021年8月16日、スパイスビジュアル）[225][226]
- Kiss You（2021年9月17日、エー・ビー・エンターテイメント）[227]
- YOSHINO MODE いちごマシュマロ（2022年1月17日、CielazurLivres）[228]
- たわわ（2022年5月9日、講談社［週刊現代デジタル写真集］、撮影：LUCKMAN）[229]
- 欲情の視線（2022年5月9日、講談社［週刊現代デジタル写真集］、撮影：LUCKMAN）[230]
- 胸いっぱいの愛（2022年7月1日、小学館［週刊ポストデジタル写真集］、撮影：富田恭透）[231]
- たわわのよしの（2022年8月8日、少年画報社［YK PHOTO ALBUM］、撮影：イワタ）[232]
- ちとせあめ Masterpiece#001（2022年8月8日、ドラゴンフライブック）[233] ※他モデル：森野朝美、中井優希、夏来唯、杉原杏璃、中村静香
- 秘密の放課後（2022年12月17日、ギルド）[234]
- vacation GOT PhotoBook（2023年1月20日、ジーオーティー、撮影：田畑竜三郎）[235] ※『vacation』の電子書籍版。
- 甘トロお家デート ちとせよしのフェチグラビア（2023年3月29日、白泉社［ハレム］、撮影：カノウリョウマ）[236]
- YOSHINO Styles おもてもふらず（2023年4月28日、ドラゴンフライブック）[237]
- 誘惑と魅惑（2023年6月5日、集英社［週プレ PHOTO BOOK］、撮影：小塚毅之）[238]
- ちとせよしの Vol.1・2（2023年7月6日、文友舎［Exciting Girlsデジタル写真集］、撮影：田畑竜三郎）[239][240]
- いとしのよしの（2023年8月10日、ラインコミュニケーションズ［Idol Line］）[241]
- 制服ダイアリー（2023年8月30日、クリームエディット）[242]
- ポニーテールとビキニ（2023年9月13日、クリームエディット）[243]
- Kiss You2（2023年11月12日、エー・ビー・エンターテイメント）[244]
- WHAT COLOR IS YOUR SOUL?（2023年11月30日、KADOKAWA［Gテレデジタル！］）[245]
- ちとせよしの Vol.3・4（2023年12月25日、文友舎［Exciting Girlsデジタル写真集］、撮影：原田武尚）[246][247]
- 密着生活（2024年1月19日、扶桑社［SPA!グラビアン魂デジタル写真集］、撮影：岡本武志）[248]
- 黄金色の午後（2024年3月28日、KADOKAWA［Gテレデジタル！］）[249]
- シン・チトセ 1・2・3・4（2024年8月2日、小学館［sabra net e-Book］）[250][251][252][253]
- シン・チトセ COVER DX（2024年8月2日、小学館［sabra net e-Book］）[254] ※『シン・チトセ 1』から『同 4』までを1冊にまとめたデラックス版。
- 甘い罠。（2024年11月9日、ワン・パブリッシング［BOMBデジタル写真集］、撮影：田中智久）[255]
- Cheerful（2024年11月30日、日之出出版［SUNNY GIRL Digital Photobook vol.8］）[256]
- いつも、すぐそばに vol.1・2・3 豪華特別版（2024年12月20日、講談社［FRIDAYデジタル写真集］、撮影：TOYO）[257][258][259]
- 期待していた一夜（2025年1月17日、扶桑社［SPA!デジタル写真集］、撮影：鈴木大喜）[260]
- 進化するHカップ（2025年1月20日、集英社［週プレ PHOTO BOOK］、撮影：西條彰仁）[261]
- 美BODY、始まります（2025年1月21日、双葉社［漫画アクションデジタル写真集］、撮影：TOYO）[262]

## その他

### カレンダー
- ちとせよしの 2020年カレンダー（2019年10月7日、わくわく製作所）[263]
- ちとせよしの 2022年カレンダー（2021年11月27日、わくわく製作所）[264]
- ちとせよしの 2023年カレンダー（2022年11月12日、わくわく製作所）[62][265]
- ちとせよしの 2024年カレンダー（2023年9月30日、わくわく製作所）[266]
- ちとせよしの 2025年カレンダー（2024年12月6日、日之出出版）[267]

### トレーディングカード
- ちとせよしの ファースト・トレーディングカード（2021年5月29日、ヒッツ）[268][269]
- ちとせよしの Vol.2 トレーディングカード（2025年3月8日、ヒッツ）[270][271]

### NFT
- ちとせよしのNFTコレクション（2022年2月22日、メディアエクイティ）[272][273]

### コラボレーションTシャツ
- KIKS GIRLS TEE（2024年2月22日 - 3月3日、KIKSTYO（英語版））[274]